# ماناوان (كيبك)
ماناوان (بالإنجليزية: Manawan, Quebec)‏ هي بلدة تقع في كندا في Lanaudière. يقدر عدد سكانها بـ 2,073 نسمة .